# Silkeborg Idrætsforening 2023-2024
Questa voce raccoglie le informazioni riguardanti il Silkeborg Idrætsforening nelle competizioni ufficiali della stagione 2023-2024.

## Rosa
| N. |                      | Ruolo | Calciatore               |
| -- | -------------------- | ----- | ------------------------ |
| 1  | Danimarca (bandiera) | P     | Nicolai Larsen           |
| 3  | Norvegia (bandiera)  | D     | Robin Öström             |
| 4  | Danimarca (bandiera) | D     | Joel Felix               |
| 5  | Perù (bandiera)      | D     | Oliver Sonne             |
| 6  | Danimarca (bandiera) | C     | Pelle Mattsson           |
| 7  | Danimarca (bandiera) | A     | Kasper Kusk              |
| 8  | Islanda (bandiera)   | C     | Stefán Teitur Thórdarson |
| 9  | Danimarca (bandiera) | A     | Alexander Lind           |
| 10 | Danimarca (bandiera) | A     | Søren Tengstedt          |
| 11 | Danimarca (bandiera) | C     | Fredrik Carlsen          |
| 13 | Danimarca (bandiera) | D     | Oscar Fuglsang           |
| 14 | Danimarca (bandiera) | C     | Mark Brink               |
| 16 | Danimarca (bandiera) | P     | Jacob Pryts              |

| N. |                          | Ruolo | Calciatore           |
| -- | ------------------------ | ----- | -------------------- |
| 17 | Nuova Zelanda (bandiera) | A     | Callum McCowatt      |
| 18 | Danimarca (bandiera)     | C     | Anders Dahl          |
| 20 | Danimarca (bandiera)     | D     | Tobias Salquist      |
| 21 | Danimarca (bandiera)     | C     | Anders Klynge        |
| 22 | Danimarca (bandiera)     | C     | Andreas Pyndt        |
| 23 | Danimarca (bandiera)     | A     | Tonni Adamsen        |
| 24 | Danimarca (bandiera)     | C     | Andreas Oggesen      |
| 26 | Danimarca (bandiera)     | C     | Niclas Holm Pedersen |
| 29 | Danimarca (bandiera)     | D     | Lukas Engel          |
| 30 | Danimarca (bandiera)     | P     | Aske Andrésen        |
| 40 | Danimarca (bandiera)     | D     | Alexander Busch      |
| 41 | Danimarca (bandiera)     | C     | Oskar Boesen         |
| -  | Danimarca (bandiera)     | A     | Frederik Carstensen  |

## Calciomercato
| Acquisti | Acquisti            | Acquisti      | Acquisti              |
| R.       | Nome                | da            | Modalità              |
| -------- | ------------------- | ------------- | --------------------- |
| C        | Fredrik Carlsen     | Hvidovre      | definitivo (335000 €) |
| A        | Callum McCowatt     | Helsingør     | definitivo (269000 €) |
| C        | Andreas Pyndt       | Brøndby       | gratuito              |
| P        | Jacob Pryts         | Fremad Amager | ?                     |
| A        | Frederik Carstensen | Fredericia    | fine prestito         |
| D        | Oscar Fuglsang      | Nykøbing      | fine prestito         |

| Cessioni | Cessioni            | Cessioni    | Cessioni               |
| R.       | Nome                | a           | Modalità               |
| -------- | ------------------- | ----------- | ---------------------- |
| A        | Sebastian Jörgensen | Malmö FF    | definitivo (1350000 €) |
| C        | Mads Kaalund        | Hvidovre    | gratuito               |
| C        | Oscar Hedvall       | Midtjylland | gratuito               |
| D        | Gustav Dahl         |             | ritiro                 |
| P        | Lasse Vigen         |             | svincolato             |
| D        | Lukas Klitten       | Frosinone   | fine prestito          |

## Risultati

### Superligaen

#### Prima fase
| Silkeborg 23 luglio 2023, ore 18:00 CEST 1ª giornata              | Silkeborg | 1 – 2                | Brøndby | Jysk Park |
| \| \| \| \| \| Adamsen 5’ \| Marcatori \| 16’ Vallys 64’ Evjen \| |           |                      |         |           |
|                                                                   |           |                      |         |           |
| Adamsen 5’                                                        | Marcatori | 16’ Vallys 64’ Evjen |         |           |